# Данилов, Владимир Алексеевич
Влади́мир Алексе́евич Дани́лов (10 марта 1931, Улисьял, Балтасинский район, Татарская АССР, РСФСР, СССР — 17 сентября 2003, Мамсинер, Мари-Турекский район, Марий Эл, Россия) — советский деятель сельского хозяйства. Звеньевой механизированного совхоза «Восход» дер. Толтенур Мари-Турекского района Марийской АССР (1963—1991), лучший механизатор Марийской АССР (1968, 1972, 1975). Заслуженный механизатор РСФСР (1977). Кавалер орденов Ленина (1979) и Октябрьской Революции (1975).

## Биография
Родился 10 марта 1931 года в дер. Улисьял ныне Балтасинского района Татарстана в крестьянской семье.
После окончания Новоторъяльской школы механизации сельского хозяйства в 1953 году — тракторист Хлебниковской МТС, колхозов «Йошкар кече», имени С. М. Кирова. В 1963—1991 годах был звеньевым механизированного звена совхоза «Восход» дер. Мамсинер Мари-Турекского района Марийской АССР. Его работа отличалась высоким качеством и производительностью труда, за что в 1968, 1972, 1975 годах он признавался лучшим механизатором Марийской АССР.
За достижения в области сельского хозяйства в 1977 году ему присвоено почётное звание «Заслуженный механизатор РСФСР». Награждён орденами Ленина, Октябрьской Революции, Трудового Красного Знамени и медалями.
Ушёл из жизни 17 сентября 2003 года в дер. Мамсинер Мари-Турекского района Марий Эл.

## Трудовые награды
- Заслуженный механизатор РСФСР (1977)[2][3]
- Заслуженный механизатор Марийской АССР (1970)[2][3]
- Орден Ленина (1979)[2][3]
- Орден Октябрьской Революции (1975)[2][3]
- Орден Трудового Красного Знамени (1971)[2][3]
- Медаль «За доблестный труд. В ознаменование 100-летия со дня рождения Владимира Ильича Ленина»
- Медаль «За преобразование Нечерноземья РСФСР»

## Память
Жизни и деятельности заслуженного механизатора РСФСР В. А. Данилова посвящены отдельные краеведческие мероприятия, проходящие в Мари-Турекском районе Марий Эл.